# Elezioni presidenziali in Romania del 2019
Le elezioni presidenziali in Romania del 2019 si sono tenute il 10 novembre (primo turno) e il 24 novembre (secondo turno) per la scelta del Presidente, eletto per un mandato di cinque anni.
Il primo turno ebbe luogo il 10 novembre. Poiché nessun candidato conseguì il 50% + 1 dei voti degli iscritti alle liste elettorali permanenti, fu organizzato un turno di ballottaggio il 24 novembre, nel quale si affrontarono il candidato del Partito Nazionale Liberale, nonché presidente uscente, Klaus Iohannis e quello del Partito Social Democratico ed ex Primo ministro Viorica Dăncilă. Le elezioni furono vinte da Iohannis, che venne riconfermato per un secondo mandato.

## Contesto
Il presidente uscente era Klaus Iohannis, vincitore delle elezioni del 2014 quando, grazie al sostegno dell'Alleanza Cristiano-Liberale (formata da Partito Nazionale Liberale e Partito Democratico Liberale), al ballottaggio contro l'allora leader del Partito Social Democratico Victor Ponta ottenne il 54,43% delle preferenze, entrando ufficialmente in carica dopo il giuramento prestato il 21 dicembre 2014. Da tale data, in virtù dell'art. 84 della Costituzione della Romania che impedisce al capo di stato di essere membro di un partito politico, Iohannis divenne formalmente indipendente abbandonando il PNL, del quale era presidente dal 2 giugno 2014.
Il mandato presidenziale fu segnato da frequenti scontri con i primi ministri di area socialdemocratica. Colpito da scandali di corruzione, il governo guidato dallo stesso Ponta cadde nel 2015 dopo le manifestazioni esplose in seguito all'incendio del Colectiv di Bucarest. Dopo un anno di governo tecnico presieduto da Dacian Cioloș, premier voluto personalmente da Iohannis, sotto la guida di Liviu Dragnea i socialdemocratici tornarono al potere in conseguenza del successo alle elezioni parlamentari del 2016, dando il via ad una nuova fase di duro conflitto tra la presidenza della repubblica e il governo. Dal 2017 al 2019 si susseguirono tre governi guidati da premier in area PSD, sostenuti anche dai partner minori dell'Alleanza dei Liberali e dei Democratici di Călin Popescu Tăriceanu.
Il capo di stato sostenne pubblicamente la lotta condotta dai partiti di opposizione (principalmente PNL e USR) a causa delle manovre sulla giustizia portate avanti dalla maggioranza, che furono causa di ampie proteste dell'opinione pubblica.
Mentre il 1º gennaio 2019 la Romania assunse la presidenza di turno del Consiglio dell'Unione Europea, le elezioni europee del 2019 marcarono il successo del PNL e la disfatta del partito di governo. Nel maggio 2019 il presidente del PSD Liviu Dragnea fu arrestato per corruzione, mentre un referendum in tema di giustizia promosso da Iohannis nella stessa giornata del voto europeo incontrò il favore del voto popolare. Nel corso dei 2019 il clima politico vedeva la crescita dell'Alleanza 2020 USR PLUS di Dacian Cioloș e Dan Barna, l'emergere di problemi interni al PSD, e la costante riconferma di Iohannis nei sondaggi.
Nel settembre 2019 l'ALDE lasciò la coalizione di governo. Venendo meno il sostegno del partito di Tăriceanu, nell'ottobre 2019 il governo di Viorica Dăncilă fu battuto da una mozione di sfiducia e costretto alle dimissioni. Iohannis incaricò, quindi, il leader del PNL Ludovic Orban di formare il nuovo esecutivo. Il 4 novembre, a soli sei giorni dal primo turno del voto presidenziale, nacque il governo Orban I, monocolore PNL sostenuto esternamente dalla maggior parte delle forze parlamentari tranne PSD e PRO Romania.

## Sistema elettorale

### Disposizioni generali
Il voto era regolato dalla legge 370/2004 e dalle prescrizioni dell'art.81 della costituzione.
L'elezione del presidente della repubblica si svolgeva su due turni. Il ballottaggio tra i due candidati più votati era previsto solamente nel caso in cui nessuno dei due avesse ottenuto il 50% + 1 dei voti degli iscritti alle liste elettorali permanenti al primo turno. Per candidarsi alla funzione di presidente della repubblica era necessario presentare all'Ufficio elettorale centrale le firme di almeno 200.000 sostenitori entro il 22 settembre 2019.
La data ufficiale delle elezioni fu comunicata dal governo il 9 luglio 2019.
Il voto in Romania si svolse tra le 7:00 e le 21:00 di domenica 10 novembre (primo turno) e di domenica 24 novembre (ballottaggio).

### Modifiche alla legge elettorale del 2019
In conseguenza dei problemi riscontrati nello svolgimento delle elezioni europee del 2019 nelle sezioni estere, quando a causa del sovraffollamento numerosi elettori non riuscirono a votare, l'Autorità elettorale permanente propose la revisione della Legge 370/2004 riguardante l'elezione del presidente della repubblica, auspicando l'introduzione di un nuovo atto normativo che contemplasse il voto anticipato, quello per corrispondenza e la semplificazione delle procedure nei seggi situati all'estero.
Il 2 luglio 2019 la camera dei deputati adottò, con 228 voti a favore, uno contrario e 19 astenuti, un progetto di modifica della legge sull'elezione del presidente della repubblica. Questo prevedeva l'estensione del voto a tre giorni per le circoscrizione estere, oltre ad introdurre una disposizione che permetteva agli elettori che si trovassero in coda alle ore 21:00, ora canonica di chiusura dei seggi, di esprimere il proprio voto entro le 23:59. Il progetto varava anche la possibilità del voto per corrispondenza agli elettori registrati per tale modalità. La legge 145/2019 contenente tali disposizioni fu pubblicata sulla gazzetta ufficiale (Monitorul Oficial) del 25 luglio 2019.
In base alla nuova legge nelle sezioni estere il voto si svolse tra l'8 e il 10 novembre per il primo turno e tra il 22 e il 24 novembre per il ballottaggio.

## Designazione dei candidati

### Partito Nazionale Liberale
Per voce del suo presidente Ludovic Orban già nel 2017 il PNL confermò il proprio assoluto sostegno alla riconferma di Klaus Iohannis, la cui ricandidatura era consentita dall'art. 81 della Costituzione, che prevedeva la possibilità di rivestire il ruolo di presidente della Romania per non più di due mandati.
L'11 marzo 2018 il consiglio nazionale del PNL convalidò all'unanimità la scelta di supportare l'elezione di Iohannis per un secondo mandato. Unico nome sottoposto al vaglio dei delegati del partito, fu approvato con 793 voti favorevoli e 24 nulli. Il 23 giugno 2018 lo stesso Iohannis confermò la propria candidatura alle presidenziali del 2019.
Nel settembre 2019 il Consiglio dirigente del Forum Democratico dei Tedeschi in Romania (FDGR), partito rappresentante della minoranza tedesca in cui Iohannis aveva militato fino al 2013, annunciò che avrebbe supportato la candidatura di questi per un secondo mandato insieme al PNL

### Partito Social Democratico
A partire dal 2017 la stampa diede come candidati più probabili il presidente del PSD Liviu Dragnea e il sindaco di Bucarest Gabriela Firea. Il primo cittadino della capitale, tuttavia, smentì le voci già nel maggio 2017 dichiarando di voler portare a termine il proprio mandato fino al 2020. Dragnea, invece, in un primo momento accolse la possibilità di rappresentare il partito alle presidenziali, malgrado la condanna penale con sospensione della pena inflittagli per frode elettorale nel 2016, che gli aveva impedito di diventare primo ministro. Nel settembre 2018, tuttavia, sia Dragnea che Firea affermarono che avrebbero rinunciato alla candidatura e che avrebbero lavorato per la definizione di un nome comune insieme all'Alleanza dei Liberali e dei Democratici (ALDE), che in quel momento era partner di governo del PSD.
Nella sera del 26 maggio 2019, dopo la sconfitta del PSD alle elezioni europee, Dragnea dichiarò che il candidato della coalizione avrebbe dovuto essere uno tra Gabriela Firea e Călin Popescu Tăriceanu. La Firea replicò che non avrebbe accettato la proposta per non correre il rischio di diventare il capro espiatorio del partito.
Il 23 luglio 2017 il deputato PSD Liviu Pleșoianu, eletto alla camera nel 2016, annunciò la propria candidatura e riconfermò tale intenzione nel gennaio 2018, nonostante le polemiche e indipendentemente dalle decisioni ufficiali che sarebbero state prese in seno al partito.
In seguito all'arresto di Liviu Dragnea, avvenuto nel maggio 2019, altri esponenti del PSD annunciarono il loro desiderio di proporsi come candidati. Nel corso della seduta del comitato esecutivo del 13 giugno 2019 fu la volta del senatore Șerban Nicolae, il 22 giugno quella del ministro delle finanze Eugen Teodorovici e il 24 giugno quella del senatore Mihai Fifor.
Nel giugno 2019 il nuovo leader socialdemocratico, Viorica Dăncilă, dichiarò che era stato commissionato un sondaggio per testare la forza di ciascun candidato. Oltre ai membri che avevano reso pubblico il proposito di rappresentare il partito alle presidenziali, il sondaggio prese in considerazione anche i nomi di Viorica Dăncilă, Ecaterina Andronescu e Călin Popescu Tăriceanu, nonché un'opzione per un eventuale candidato indipendente. Oltre a studiare una soluzione interna, il PSD prese in calcolo anche l'eventualità di una candidatura comune con altre forze politiche (ALDE e PRO Romania), o di sostenere una figura esterna.
I risultati, tuttavia, preoccuparono la dirigenza del PSD. Mentre Nicolae, Pleșoianu e Fifor erano dati intorno 3%, Teodorovici non superava il 5%. Il candidato più quotato rimaneva Viorica Dăncilă, con una percentuale tra il 9 e l'11%. Dăncilă si mostrò disponibile a presentarsi nel caso in cui ciò fosse stato richiesto dal partito, mentre Teodorovici e Fifor si ritirarono dalla corsa. Malgrado le dichiarazioni precedenti, il 20 luglio, senza nascondere i timori di una possibile sconfitta del PSD, anche Gabriela Firea comunicò che era disposta a candidarsi per aiutare il partito nella difficile situazione.
Il 15 luglio il Comitato esecutivo del PSD confutò l'ipotesi di sostenere il leader dell'ALDE Călin Popescu Tăriceanu, mentre approvò la decisione di nominare un rappresentante proprio. Il 23 luglio Viorica Dăncilă fu indicata dall'Ufficio permanente nazionale come candidato ufficiale del PSD, con i soli voti contrari di Paul Stănescu e Dumitru Buzatu. Il 24 agosto il congresso del PSD, alla presenza del presidente del Partito del Socialismo Europeo, Sergej Stanišev, confermò all'unanimità la scelta di Dăncilă per la corsa alla presidenza della repubblica.
Tra la fine di ottobre e i primi giorni di novembre anche i partner minori del PSD, Unione Nazionale per il Progresso della Romania e Partito Nazionale Contadino Cristiano Democratico, annunciarono il loro sostegno a Dăncilă.

### Alleanza 2020 USR PLUS
Nell'agosto 2017 l'allora presidente dell'Unione Salvate la Romania (USR) Nicușor Dan affermò che il partito avrebbe presentato un proprio candidato alle presidenziali del 2019. Nel febbraio 2018 il nuovo leader della formazione Dan Barna dichiarò che tale nome sarebbe stato scelto da un referendum interno. Come riconosciuto da Barna, tra i potenziali candidati sostenuti dall'USR vi era anche l'ex primo ministro Dacian Cioloș.
Nel 2018 Dan Barna invitò nel partito l'ex procuratore capo della Direzione nazionale anticorruzione della Romania Laura Codruța Kövesi, affermando che si trattava di un nome che l'USR avrebbe potuto sostenere per la presidenza.
Nel maggio 2018 l'ex ministro del lavoro del governo Cioloș, Dragoș Pîslaru, stretto collaboratore di Dacian Cioloș in Movimento Romania Insieme (poi ridenominato Partito della Libertà, dell'Unità e della Solidarietà, PLUS), affermò che il partito era pronto a sostenere Cioloș per il ruolo di capo dello stato. Pîslaru reputava, inoltre, che la presenza di Iohannis tra le liste non avrebbe escluso a priori la candidatura di Cioloș. Nell'estate 2018, tuttavia, lo stesso Dacian Cioloș precisò che non avrebbe voluto concorrere contro Iohannis, ma che avrebbe comunque accettato ogni decisione presa dal partito in merito alla sua candidatura.
Nel febbraio 2019 USR e PLUS formarono una coalizione, Alleanza 2020 USR PLUS, che alle elezioni europee ottenne il 22%, al pari del PSD. Forte del successo, l'alleanza dichiarò che avrebbe presentato un proprio candidato anche in opposizione al PNL che, secondo Dan Barna, era rappresentante di una politica di stampo opportunista. Prima di prendere una decisione insieme agli alleati, tuttavia, l'USR avviò una campagna interna per stabilire il proprio candidato, da convalidare nel corso del congresso del 13 luglio. Si iscrissero alla corsa Dan Barna, Mihai Goțiu, Dumitru Stanca e Dragoș Dinulescu. L'USR scelse come candidato Barna. Il consiglio nazionale del PLUS, invece, stabilì che il proprio rappresentante sarebbe stato nominato tramite voto elettronico cui avrebbero partecipato tutti gli iscritti, da svolgersi tra il 22 e il 27 luglio. Il 21 luglio, tuttavia, i due partiti trovarono un accordo che prevedeva che Barna sarebbe stato il candidato alla presidenza, mentre Cioloș alla posizione di primo ministro per le elezioni parlamentari del 2020.

### Alleanza dei Liberali e dei Democratici
Nella primavera del 2018 numerosi membri dell'Alleanza dei Liberali e dei Democratici (ALDE) resero pubblica la potenziale candidatura del presidente del partito Călin Popescu Tăriceanu.
A ridosso delle elezioni per il parlamento europeo del 2019 Tăriceanu affermò che alle presidenziali l'ALDE avrebbe potuto trovare un accordo con il PSD per il sostegno ad un candidato comune. Nell'aprile 2019 dichiarò che era disposto a presentarsi, ma che ogni decisione al riguardo sarebbe stata presa dalla coalizione di governo PSD-ALDE solamente dopo le elezioni europee ed in seguito all'analisi dei sondaggi. Malgrado la dura sconfitta elettorale dei partiti facenti parte della coalizione di governo, nel luglio 2019 Tăriceanu riconfermò il proprio interesse alla posizione di presidente della repubblica, avanzando l'ipotesi di trovare un accordo con PSD e PRO Romania per il sostegno alla sua candidatura.
I negoziati con i socialdemocratici, tuttavia, fallirono a causa dell'intenzione di entrambe le formazioni di proporre un rappresentante proprio. In seguito alla scelta del PSD di supportare Viorica Dăncilă, decisione che fu biasimata dalla dirigenza dell'ALDE, quindi, il 24 luglio la delegazione permanente del partito riconobbe Tăriceanu come proprio candidato ufficiale. Il 26 agosto il presidente dell'ALDE decise di ritirarsi dalla competizione e dichiarò che avrebbe supportato il candidato indipendente Mircea Diaconu. Allo stesso tempo il partito suggerì la formazione di un'alleanza con PRO Romania, altro gruppo che aveva annunciato il proprio supporto a Diaconu. Lo stesso Diaconu ammise di aver avuto colloqui sia con ALDE che PRO Romania in merito alla sua candidatura. Il 1º settembre fu registrato presso l'Ufficio elettorale centrale il protocollo di collaborazione tra i due partiti, a firma dei due rappresentanti indicati da ciascun gruppo, Sorin Cîmpeanu (PRO România) e Norica Nicolai (ALDE). L'alleanza, tuttavia, fu criticata da diversi membri della dirigenza dell'ALDE, che si dichiararono insoddisfatti dalla scelta di Tăriceanu di rinunciare alla candidatura e di avvicinarsi al partito di Victor Ponta.

### PRO Romania
Nell'ottobre 2017 l'ex primo ministro Victor Ponta dichiarò che PRO Romania, partito fondato insieme a Daniel Constantin, avrebbe avuto un proprio candidato, ma respinse l'idea di concorrere personalmente alla carica. Nel giugno 2019 Ponta avanzò la proposta per la definizione di un candidato unico per un'eventuale alleanza di centro-sinistra (PRO Romania-PSD-ALDE), sostenendo la figura di Sorin Cîmpeanu. L'ipotesi di un'alleanza fu apprezzata anche da Tăriceanu, dal presidente della sezione del PSD di Bucarest, Gabriela Firea, e dal presidente del PSD del distretto di Olt, Paul Stănescu.
Nel mese di luglio 2019, però, sia PSD che ALDE presentarono candidati separati, elemento che spinse PRO Romania a prendere in considerazione l'idea di una candidatura individuale e di non sostenere un membro proveniente da un altro partito. Su insistenza di alcuni membri della dirigenza (principalmente Mihai Tudose e Daniel Constantin) Victor Ponta rinunciò alla possibilità di supportare un'eventuale candidatura di Călin Popescu Tăriceanu, ma non a quella di costituire un'alleanza con l'ALDE, con cui sostenere un candidato esterno ad entrambi i partiti. Il 26 agosto la delegazione nazionale del partito comunicò il proprio appoggio all'indipendente Mircea Diaconu, nome sul quale converse anche l'ALDE.

### Partito del Movimento Popolare
Il 19 luglio 2019 il presidente del Partito del Movimento Popolare Eugen Tomac annunciò di aver richiesto l'esecuzione di un sondaggio d'opinione per verificare chi fosse il candidato più adeguato a rappresentare il partito. Tra i nomi al vaglio furono presi in considerazione lo stesso Tomac, Robert Turcescu, Theodor Paleologu, Mihail Neamțu e George Mioc.
Dopo l'appoggio pubblico riconosciuto dal presidente onorario del PMP Traian Băsescu, il 25 agosto 2019 il partito adottò a maggioranza la nomina a candidato presidenziale di Theodor Paleologu. Il giorno prima Mihail Neamțu si era ritirato dalla corsa, mentre gli stessi sondaggi interni davano Paleologu come candidato favorito.

### Unione Democratica Magiara di Romania
Il 22 febbraio 2019 il presidente dell'UDMR Hunor Kelemen annunciò che la formazione avrebbe avuto un proprio candidato, mentre il 22 agosto affermò di essere pronto a concorrere nel caso in cui ciò fosse stato deliberato dal Consiglio dei rappresentanti dell'Unione. Questo si espresse il 30 agosto, designando Kelemen, unico nome posto al vaglio dei delegati, che si presentava per la terza volta dopo il 2009 e il 2014.
L'UDMR ignorò l'invito a sostenere un candidato comune per la comunità ungherese insieme al Partito Popolare Magiaro di Transilvania (PPMT). Il presidente esecutivo del PPMT Tiberiu Toró, infatti, il 28 agosto aveva proposto come potenziali nomi il vescovo calvinista Kató Béla, il frate francescano Csaba Böjte e l'allenatore di calcio László Bölöni.

### Candidati minori

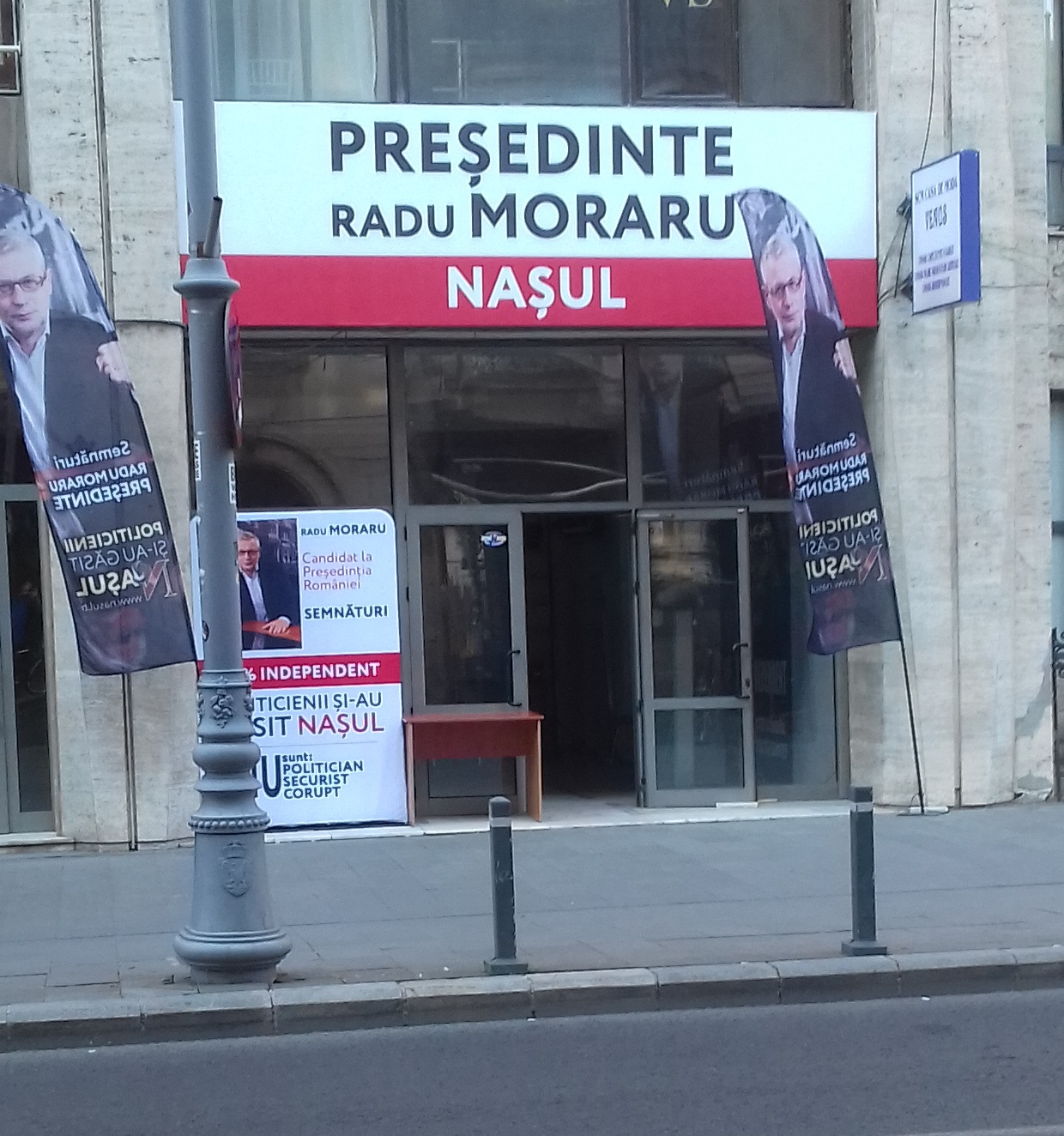
Ufficio per la raccolta firme per la candidatura alla presidenza di Radu Moraru in Calea Victoriei a Bucarest nel settembre 2019.

Diversi candidati indipendenti o di formazioni minori annunciarono la propria candidatura, malgrado le scarse probabilità di successo:
- Il 17 giugno 2018 Sebastian Popescu, giornalista e presidente del Partito Nuova Romania (Partidul Noua Românie)[104]
- Il 6 dicembre 2018 Radu Moraru, produttore televisivo, proprietario dell'emittente Nașul TV e giornalista[105].
- Il 18 marzo 2019 Miron Cozma, ex leader della Lega sindacale dei minatori della valle del Jiu[106]
- Il 4 maggio 2019 Bogdan Stanoevici, direttore del Circo metropolitano di Bucarest ed ex ministro per i romeni nel mondo del governo Ponta III[107].
- Il 30 maggio 2019 Florentin Pandele, sindaco della cittadina di Voluntari dal 2000 e marito di Gabriela Firea[108].
- Il 4 giugno 2019 Ninel Peia, ex deputato PSD e leader del Partito Popolo Rumeno (Partidul Neamul Românesc, PNR)[109].
- L'8 giugno 2019 Ramona Bruynseels, presidente dell'ufficio esecutivo del Partito del Potere Umanista[110].
- Il 10 giugno 2019 Viorel Cataramă, imprenditore, ex membro fondatore del PNL e leader del partito Destra Liberale[111].
- Il 13 giugno John Banu, imprenditore con doppia cittadinanza rumena e statunitense, leader del Partito Nazione Romena (Partidul Națiunea Română)[112][113].
- Il 16 luglio 2019 Claudiu Crăciun, segretario generale del partito Demos[114].
- Il 7 agosto il maratoneta Avram Iancu[115].
- Il 21 agosto 2019 Gheorghe Funar, presidente del Partito Romania Nostra, ex sindaco di Cluj-Napoca, ex leader del Partito dell'Unità della Nazione Romena ed ex senatore del Partito Grande Romania[116].
- Il 28 agosto Cătălin Berenghi, rappresentante del partito DAC ed ex combattente della Legione straniera[115].
- Il 30 agosto 2019 Emanuel Onoriu, figlio della cantante Gabi Luncă, pastore pentecostale e presidente dell'Unione Nazionale Cristiana dei Rom di Romania (Uniunea Națională Creștină a Romilor din România)[117].
- Il 30 agosto 2019 Alexandru Cumpănașu, presidente dell'ONG Coalizione nazionale per la modernizzazione della Romania (CNMR)[118].
- Il 17 settembre 2019 Cătălin Ivan, leader dell'associazione Alternativa per la Dignità Nazionale ed ex europarlamentare del PSD[119].

## Candidati ufficiali
Malgrado gli annunci da parte di numerose personalità che avrebbero voluto presentarsi in veste di candidati, la maggior parte di queste rinunciò per non essere riuscita a raccogliere le 200.000 firme per l'iscrizione, tra i quali Liviu Pleșoianu, che si fermò a 146.328 firme, e il leader del Movimento Nazionale Rumeno (Mișcarea Națională Română) Andrei Valentin Stoican, che ne ottenne circa 173.000. Per via di irregolarità, inoltre, l'Ufficio elettorale centrale (BEC) respinse la richiesta di Miron Cozma, ritenuto reo di aver presentato firme non valide o fotocopiate in misura dell'87%. Il BEC respinse anche le candidature di Radu Moraru, Bogdan Zamfir, Marin Duță, Maria Minea e del regista Bobby Păunescu. L'iscrizione di Viorel Cataramă, in un primo momento rigettata dal BEC, fu ammessa solamente in conseguenza di un verdetto della Corte costituzionale, che si espresse in merito ad un ricorso presentato da questi.
Pur ammettendone l'iscrizione, il 24 settembre il BEC denunciò alla procura dell'Alta corte di cassazione e giustizia otto candidati (Viorel Cataramă, Miron Cozma, Maria Minea, Cătălin Ivan, Sebastian Popescu, Alexandru Cumpănașu, Ninel Peia e Bobby Păunescu), precisando che un numero significativo di firme consegnate all'autorità presentava similitudini evidenti, avanzando l'ipotesi di un massiccio ricorso alla falsificazione delle sottoscrizioni.
Furono ammesse le seguenti candidature:
| Candidato | Candidato           | Sostegno politico                                                                                        | Motto                                                              | Presentazione candidatura al BEC | Numero di firme |
| --------- | ------------------- | --- | ------------------------------------------------------------------ | -------------------------------- | --------------- |
|           | Viorel Cataramă     | Destra Liberale                                                                                          | Muncești și câștigi (Lavori e guadagni)                            | 18 settembre 2019                | 230 988         |
|           | Viorica Dăncilă     | Partito Social Democratico                                                                               | Alături de fiecare român (Al fianco di ogni rumeno)                | 19 settembre 2019                | 1 436 863       |
|           | Theodor Paleologu   | Partito del Movimento Popolare                                                                           | Respect, educație, performanță (Rispetto, istruzione, performance) | 19 settembre 2019                | 360 291         |
|           | Dan Barna           | Alleanza 2020 USR PLUS                                                                                   | Fericiți în România (Felici in Romania)                            | 20 settembre 2019                | 380 422         |
|           | Klaus Iohannis      | Formalmente Indipendente, sostenuto dal Partito Nazionale Liberale                                       | Pentru o Românie normală (Per una Romania normale)                 | 20 settembre 2019                | 2 190 650       |
|           | Hunor Kelemen       | Unione Democratica Magiara di Romania                                                                    | Respect pentru toți (Rispetto per tutti)                           | 21 settembre 2019                | 266 086         |
|           | Mircea Diaconu      | Indipendente, sostenuto dall'Alleanza "Un Uomo": - Alleanza dei Liberali e dei Democratici - PRO Romania | Cu bună credință (In buona fede)                                   | 21 settembre 2019                | 414 522         |
|           | Cătălin Ivan        | Alternativa per la Dignità Nazionale                                                                     | Președinte pentru Români (Presidente per i Romeni)                 | 22 settembre 2019                | 237 894         |
|           | Ramona Bruynseels   | Partito del Potere Umanista                                                                              | Fără imunitate (Senza immunità)                                    | 22 settembre 2019                | 280 945         |
|           | Bogdan Stanoevici   | Indipendente                                                                                             | România, din nou acasă (Romania, di nuovo a casa)                  | 22 settembre 2019                | 214 520         |
|           | John Banu           | Partito Nazione Romena                                                                                   | Certitudinea românilor (La certezza dei romeni)                    | 22 settembre 2019                | 222 770         |
|           | Sebastian Popescu   | Partito Nuova Romania                                                                                    | Pentru o nouă Românie (Per una nuova Romania)                      | 22 settembre 2019                | 206 062         |
|           | Alexandru Cumpănașu | Indipendente                                                                                             | Ori noi, ori ei (O noi, o loro)                                    | 22 settembre 2019                | 238 633         |
|           | Ninel Peia          | Partito Popolo Rumeno                                                                                    | Un președinte ca niciunul (Un presidente come nessuno)             | 22 settembre 2019                | 202 096         |

## Campagna elettorale
La campagna elettorale per il primo turno si aprì il 12 ottobre e si concluse il 9 novembre.
La propaganda elettorale fu generalmente caratterizzata da toni bassi e pochi dibattiti sui grandi temi politici del paese, mentre Iohannis e Dăncilă non parteciparono a nessun incontro con gli altri candidati. Il più importante confronto televisivo fu quello del 7 novembre tra Barna, Kelemen e Paleologu.

### Svolgimento e programmi

#### Klaus Iohannis
|                                                             |
| Simbolo scelto da Klaus Iohannis per la campagna elettorale |

Il candidato sostenuto dal PNL avviò con largo anticipo la propria campagna elettorale, prendendo parte a numerosi eventi pubblici a sostegno della sua rielezione. Lanciò il proprio progetto presidenziale nel corso del consiglio nazionale del PNL dell'8 agosto 2019 e presenziò personalmente all'inizio della campagna per la raccolta firme finalizzata alla propria candidatura, inaugurata il 10 agosto in Piazza Università a Bucarest. Scagliandosi ripetutamente contro il PSD e l'incosistenza delle sue promesse elettorali, nei due mesi successivi prese parola nel corso di diversi meeting organizzati dal PNL a livello regionale, il 14 settembre a Costanza, il 21 settembre a Craiova, il 30 settembre a Cluj-Napoca, il 5 ottobre a Iași, il 9 ottobre a Bucarest, l'11 ottobre a Brașov, il 13 ottobre a Timișoara. Il 27 ottobre presentò a Bucarest il programma presidenziale. Fino al 6 novembre il capo campagna fu Ludovic Orban ma, dopo la nomina a primo ministro, cedette l'incarico all'europarlamentare PNL Dan Motreanu.
Tra i punti programmatici sottolineati da Iohannis, che si presentava con lo slogan «Una Romania normale» («O Românie normală»), vi erano la lotta alla corruzione, il rilancio economico e l'ammodernamento del paese, una politica estera filo-occidentale, l'appello alla responsabilità e al buon senso degli individui. Il presidente uscente evidenziava i successi del mandato in scadenza, vantandosi di essere stato il baluardo difensivo del paese contro le manovre politiche del governo socialdemocratico, invitando l'elettorato ad isolare il partito in quel momento al governo. Iohannis lanciò costanti attacchi ai leader del Partito Social Democratico, accusando in special modo il governo Dăncilă, reputato colpevole di essere stato il peggiore e più dannoso esecutivo dalla rivoluzione del 1989 e di aver favorito deliberatamente la corruzione e il clientelismo.

#### Viorica Dăncilă
Sul finire di agosto il leader del PSD rese pubblico il proprio slogan «Al fianco di ogni rumeno» («Alături de fiecare român»), messaggio che richiamava il valore inclusivo proposto dal partito. In un primo momento il capo di campagna fu Mihai Fifor, ma fu destituito dall'incarico l'11 ottobre, con la finalità di assegnare maggiori compiti ai vari leader regionali. Nel suo team, in veste di consigliere personale, nel mese di settembre la gestione della campagna elettorale fu affidata anche a Miron Mitrea, ex ministro dei trasporti del governo Năstase. Il 14 ottobre, invece, Dăncilă indicò ufficialmente Lia Olguța Vasilescu come capo campagna.
Dopo soli due giorni dalla sfiducia contro il suo governo, il 12 ottobre, data ufficiale di avvio della campagna elettorale, Viorica Dăncilă presentò il proprio programma nel corso di un evento organizzato presso il Romexpo di Bucarest. Il candidato del PSD dichiarò che i suoi sforzi si sarebbero concentrati sull'inclusione sociale di tutti i romeni, sull'equità sociale ed economica di tutti i cittadini. L'esponente socialdemocratico si espresse in favore della protezione delle fasce meno abbienti, grazie a maggiorazioni salariali e pensionistiche. Tra gli altri punti principali elencò la trasparenza della sua amministrazione e lo sviluppo delle infrastrutture. Contestualmente non lesinò termini negativi verso Klaus Iohannis, ritenuto reo di aver violato la costituzione e aver sacrificato il benessere della Romania pur di garantirsi visibilità per una sua rielezione ad un nuovo mandato. Nel corso della campagna il candidato del PSD partecipò a comizi ed eventi nella maggior parte dei distretti del paese, accompagnata dal segretario generale del partito Mihai Fifor e da diversi ministri del suo governo.

#### Dan Barna

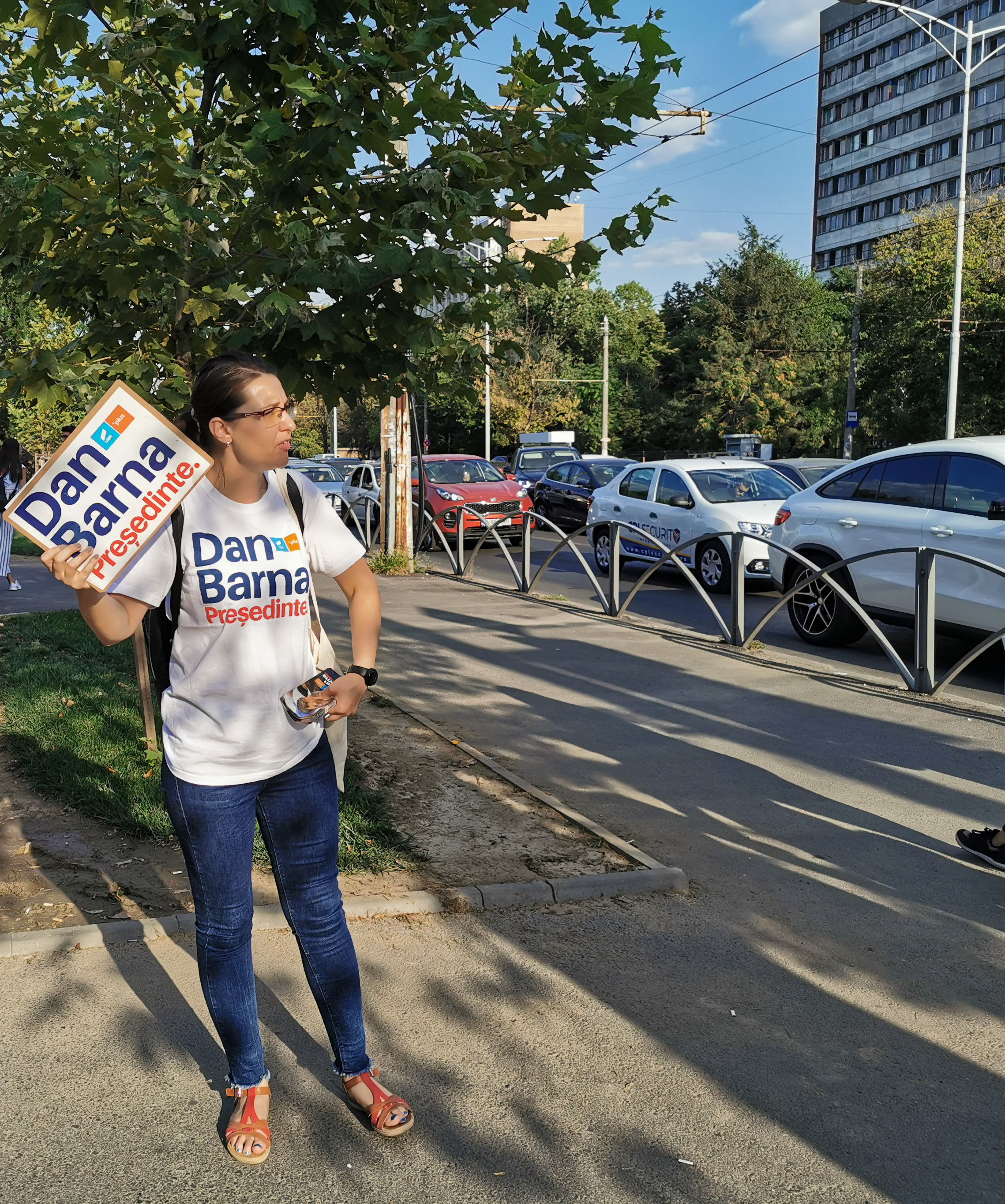
Volontario per la raccolta firme per la candidatura di Dan Barna.

Nel mese di settembre Dan Barna presentò lo slogan «Felici in Romania» («Fericiți în România»). L'11 ottobre nel corso di un incontro a Sibiu il candidato dell'USR lanciò il proprio programma politico, basato su dieci punti. Tra questi spiccava una proposta di riforma costituzionale che consentisse al presidente della repubblica di partecipare alle sedute di governo sulla difesa, la sicurezza nazionale e il bilancio e che gli permettesse di avere maggiori poteri per la risoluzione di crisi politiche. Tra gli altri elementi sostenuti da Barna vi erano la detassazione del salario minimo, l'interdizione dalle cariche pubbliche per i condannati in via definitiva, il rafforzamento dei rapporti con Unione europea, NATO e Repubblica di Moldavia, maggiori finanziamenti per l'istruzione e la sanità.

#### Mircea Diaconu

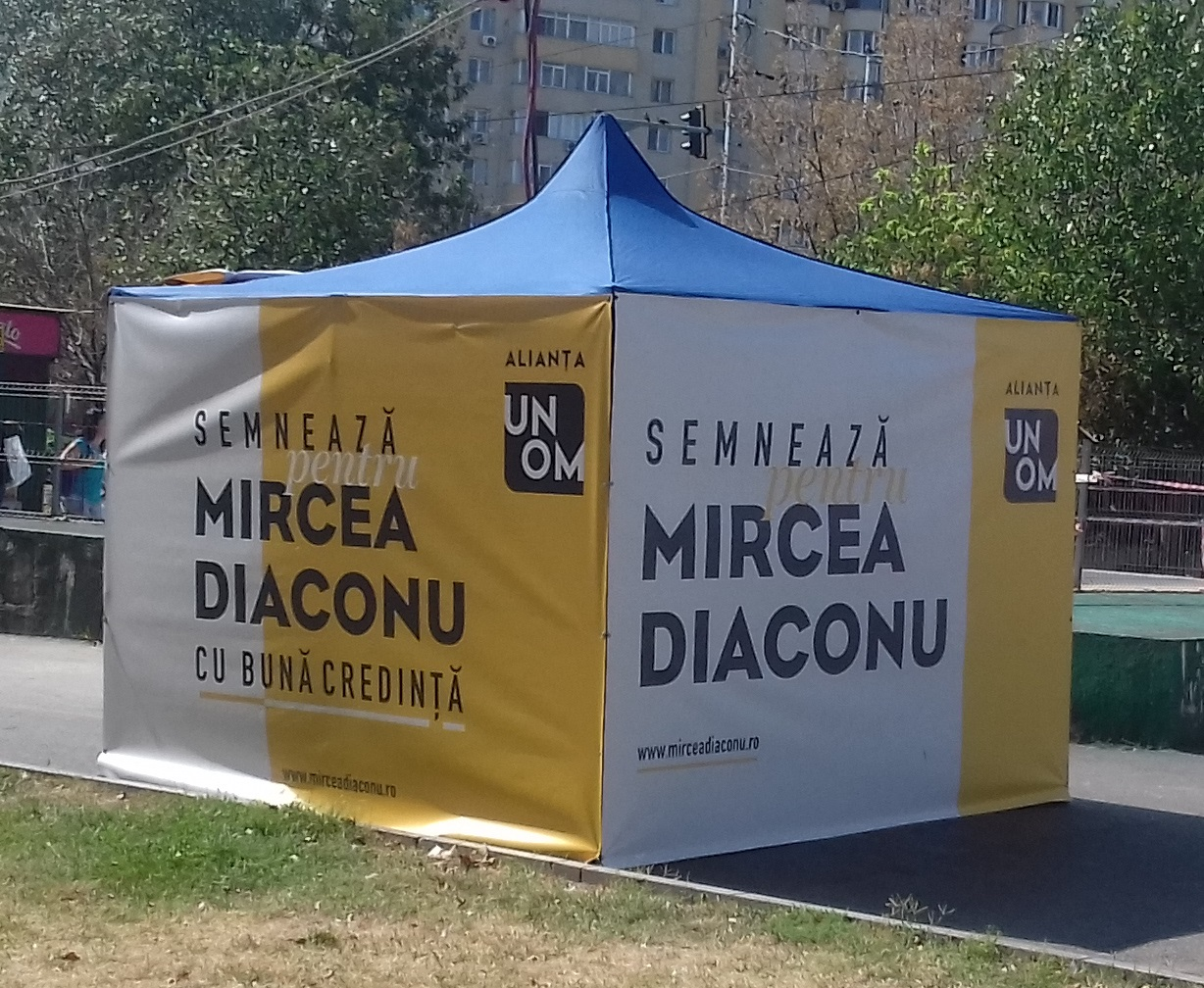
Gazebo elettorale per la raccolta firme per la candidatura di Mircea Diaconu.

Sul finire di agosto, presentando i motivi della sua candidatura, l'ex europarlamentare Mircea Diaconu precisò che si presentava per risollevare il paese dalla situazione di miseria in cui era caduto. Evidenziando le ragioni della necessità di una forte coerenza logica, questi dichiarò che uno dei doveri di un suo eventuale mandato sarebbe stato il mantenimento dell'indipendenza politica al di sopra delle parti, evitando di interferire in questioni al di fuori della sua sfera di influenza.
Formalmente indipendente, fu appoggiato da una coalizione composta da ALDE e PRO Romania, l'Alleanza "Un Uomo", registrata presso l'Ufficio elettorale centrale il 1º settembre 2019. I due partiti dichiararono di voler sostenere una candidatura indipendente a causa della sfiducia generale mostrata dai cittadini nei confronti dei personaggi politici e che la scelta di Diaconu era una risposta concreta alla volontà di recupero della loro fiducia. Sia il candidato, sia le formazioni che lo sostenevano affermarono che questi non avrebbe rinunciato al proprio status di indipendente e che il loro appoggio politico rappresentava essenzialmente un tipo di supporto tecnico e logistico. La campagna elettorale fu curata da Norica Nicolai (ALDE) e Sorin Cîmpeanu (PRO).

#### Theodor Paleologu

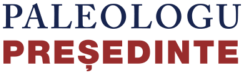
Simbolo scelto da Theodor Paleologu per la campagna elettorale.

Presentandosi con lo slogan «Rispetto. Istruzione. Performance» («Respect. Educație. Performanță»), l'ex ministro della cultura del governo Boc I lanciò il proprio programma in occasione di un incontro con i suoi sostenitori avvenuto il 21 settembre 2019 presso la Sala Dalles di Bucarest. Nel corso della campagna, Paleologu rimproverò in più occasioni gli altri candidati principali, criticandone la mancanza di orientamento ideologico (Barna), la scelta di gettare il paese nel caos con fini elettorali (Iohannis), una certa distanza dalla realtà (Dăncilă) o la presunta incompetenza (Diaconu).
Il suo programma era costruito su tre assi fondamentali. Il primo riguardava la creazione di un contesto che favorisse l'armonia e il rispetto tra le forze politiche, il secondo il rafforzamento del ruolo dell'istruzione nel paese e il terzo la valorizzazione della meritocrazia. Paleologu dichiarò che non sarebbe stato un presidente pronto ad applicare l'agenda politica di un singolo partito, poiché ciò avrebbe portato alla divisione e alla conflittualità nel paese, ma che sarebbe stato più vicino alla figura di un diplomatico super partes. Il candidato del PMP si espresse anche in favore alla costituzione di un ministero per i rapporti con la Moldavia, in vista di un'eventuale unificazione, e per il ripristino dell'elezione dei sindaci su due turni.

#### Hunor Kelemen
Il 30 agosto 2019 il leader dell'UDMR lanciò la propria candidatura con lo slogan «Rispetto per tutti» («Respect pentru toți») e designò quale sua portavoce Csilla Hegedüs.
Hunor Kelemen affermò di voler essere un presidente per i cittadini di etnia sia romena che ungherese, proponendo di rendere più intenso il dibattito tra le due comunità, al fine di costruire un progetto comune e promuovere il rispetto reciproco. Invitò, quindi, l'elettorato a votare per lui dopo aver provato l'esperienza di un presidente di etnia tedesca sotto Klaus Iohannis.

#### Altri candidati
- Viorel Cătărama si presentò con il messaggio pro-capitalista «Lavori e guadagni. Una Romania giusta» («Muncești și câștigi. O Românie dreaptă»). Il leader di Destra Liberale dichiarò che avrebbe promosso il sostegno al settore privato e l'export, contro l'import e il debito estero. Tra le altre misure annunciò un ruolo maggiore dell'imprenditoria nel settore pubblico, la riduzione dei sussidi sociali per la popolazione attiva e la completa riforma del sistema pensionistico e sanitario[129][203].
- Ramona Ioana Bruynseels criticava aspramente i discorsi politici proposti da destra e sinistra, ritenuti fini a se stessi e concentrati solo sul conflitto su argomenti vuoti e distanti dalle vere priorità del paese. Biasimandone la corruzione e l'inefficienza, il candidato del PPU si proponeva di riformare la classe politica[204]. Tra le sue prese di posizione ufficiali la Bruynseels si scagliò contro il privilegio dell'immunità parlamentare[205].
- Alexandru Cumpănașu annunciò di volersi candidare in modo da liberare la Romania dalla criminalità organizzata, dalle mafie e da chi aveva interesse a coprirle, concetto riassunto dallo slogan «Una Romania senza clan» («O Românie fără clanuri»). Dichiarò che se fosse stato eletto sarebbe rimasto in carica solamente per due anni, cioè il tempo sufficiente a compiere il suo obiettivo[206][207][208]. Candidatosi da indipendente, nell'ottobre 2019 fondò anche un proprio partito, Movimento Forza Nazionale (Mișcarea Forța Națională) che tra gli obiettivi proponeva la digitalizzazione della pubblica amministrazione, la creazione di una sezione speciale della gendarmeria romena in carico della sicurezza nelle scuole e l'introduzione del trasporto pubblico per gli studenti delle comunità rurali[209].
- Cătălin Ivan presentò un programma chiamato «Ivan 24», che reclamava la riforma della classe politica e della società romene. Secondo il candidato di ADN nel corso del suo mandato presidenziale avrebbe combattuto contro lo sfruttamento dei lavoratori romeni all'estero, per il riscatto dell'industria e contro il declino demografico dovuto all'emigrazione, mentre avrebbe supportato la costruzione di un progetto rumeno in seno all'Unione europea e gli investimenti nell'istruzione e nella ricerca[210][211].
- John Banu si schierava in favore della protezione dell'identità della nazione romena, del referendum in quanto prerogativa popolare e del profondo rispetto della costituzione al fine di difendere i diritti dei cittadini[212][213].
- Sebastian Popescu puntando sui valori del patriottismo e del distacco dalla classe politica, invitava l'elettorato a votare per lui sottolineando di poter diventare a 37 anni il più giovane presidente della repubblica della storia[214].
- Ninel Peia in qualità di presidente affermò di voler difendere il paese da un presunto complotto internazionale sostenuto anche da George Soros e volto ad annichilire le identità nazionali[215]. Peia si proclamava difensore degli interessi patriottici della Romania contro gli interessi occulti e stranieri, nonché protettore dell'identità cristiana dell'Europa, messa in pericolo dalle ondate migratorie[215].

### Finanziamento
Secondo la legge avrebbero avuto diritto al rimborso delle spese sostenute nel corso della campagna i candidati che avessero ottenuto almeno il 3% dei voti validi. Al 14 novembre 2019, in base ai dati pubblicati dall'Autorità elettorale permanente (AEP), i candidati avevano ricevuto complessivamente finanziamenti per circa 70 milioni di lei (34,9 da privati e 35,3 da sovvenzioni pubbliche):
| Candidato           | Totale (lei)  | Finanziamenti privati (lei) | Finanziamenti pubblici (lei) |
| ------------------- | ------------- | --------------------------- | ---------------------------- |
| Viorica Dăncilă     | 18,210,500.00 | 1,672,500.00                | 16,538,000.00                |
| Klaus Iohannis      | 18,000,000.00 | 0.00                        | 18,000,000.00                |
| Mircea Diaconu      | 16,294,924.80 | 15,994,924.80               | 300,000.00                   |
| Dan Barna           | 7,449,531.31  | 6,984,323.31                | 179,708.00                   |
| Theodor Paleologu   | 7,068,975.00  | 7,068,975.00                | 0.00                         |
| Viorel Cataramă     | 1,300,000.00  | 1,300,000.00                | 0.00                         |
| Ramona Bruynseels   | 803,398.00    | 803,398.00                  | 0.00                         |
| Alexandru Cumpănașu | 559,174.91    | 559,174.91                  | 0.00                         |
| Hunor Kelemen       | 445,000.00    | 445,000.00                  | 0.00                         |
| John Banu           | 85,000.00     | 85,000.00                   | 0.00                         |
| Bogdan Stanoevici   | 20,000.00     | 20,000.00                   | 0.00                         |
| Cătălin Ivan        | 14,400.00     | 14,400.00                   | 0.00                         |
| Ninel Peia          | 8,000.00      | 8,000.00                    | 0.00                         |
| Sebastian Popescu   | 0             | 0                           | 0                            |
| Totale              | 70,258,904.02 | 34,955,696.02               | 35,303,208.00                |

I due candidati qualificati al ballottaggio ottennero al 24 novembre contributi per 1,6 milioni di lei.
| Candidato       | Totale (lei) | Finanziamenti privati (lei) | Finanziamenti pubblici (lei) |
| --------------- | ------------ | --------------------------- | ---------------------------- |
| Viorica Dăncilă | 1,229,800.00 | 1,216,800.00                | 13,000.00                    |
| Klaus Iohannis  | 400,000.00   | 0.00                        | 400,000.00                   |
| Totale          | 1,629,800.00 | 1,216,800.00                | 413,000.00                   |

### Aspetti controversi
A fine settembre 2019 Dan Barna fu accusato da parte della stampa di aver omesso i redditi della moglie, Olguța Dana Totolici, dipendente di OMV Petrom, nella dichiarazione dei beni da allegare alla domanda di iscrizione all'Ufficio elettorale centrale. In un primo momento affermò che tale informazione era confidenziale, salvo poi rettificare la dichiarazione presentata al BEC, includendo anche tali redditi. Secondo un'inchiesta giornalistica pubblicata il 15 ottobre 2019 dalla testata RISE Project, nella sua attività di consulente svolta fino al 2015, Barna avrebbe beneficiato di enormi profitti provenienti da progetti finanziati dall'Unione europea nel campo dell'integrazione sociale. In base alle ricerche condotte dai giornalisti, i fondi europei ottenuti dall'azienda di Barna sarebbero stati ripartiti ad altre società vicine al leader dell'USR e non avrebbero portato a risultati concreti. Questi rigettò le accuse, specificando di aver sempre svolto il proprio lavoro con trasparenza e di aver puntualmente risposto a tutte le domande poste dai reporter di RISE Project.
Il 18 ottobre 2019 Newsweek divulgò delle registrazioni audio private dalle quali si rilevava l'esistenza di un duro conflitto tra Ramona Ioana Bruynseels e il magnate Dan Voiculescu, considerato la personalità più influente del PPU. La candidata si sarebbe lamentata con altri membri dello staff di costanti interferenze, nonché di una gestione discrezionale dei fondi per la campagna da parte di Voiculescu, minacciando di ritirarsi dalla corsa alla presidenza.
La candidatura di Alexandru Cumpănașu fu accompagnata da numerose critiche. Gli osservatori considerarono la sua ascesa politica direttamente legata ad un recente fatto di cronaca nera che aveva scosso l'opinione pubblica nazionale, la morte dell'adolescente Alexandra Măceșanu, ragazza di cui Cumpănașu era zio. Già dall'annuncio della sua candidatura la stampa sottolineò l'incredibile e sospetto numero di contratti assegnati alle sue ONG dalla pubblica amministrazione (principalmente il ministero degli interni e quello dello sviluppo regionale), alcuni dei quali al centro di un'inchiesta della Direzione nazionale anticorruzione della Romania. Fu contestata, inoltre, la veridicità sulle informazioni riguardanti i suoi titoli di studio. Pur affermando di aver conseguito una laurea e di frequentare un master in Svizzera, non fu possibile trovare riscontro alle sue dichiarazioni. Nel corso di una trasmissione radiofonica andata in onda su Radio România il 15 ottobre fu invitato a lasciare lo studio nel caso in cui non avesse moderato il linguaggio. Il 3 novembre fu ospite di un programma della TVR, nel quale si presentò con una copia in plastica di un fucile d'assalto, per dare dimostrazione di essere un appassionato di tiro a segno, evento che fu criticato da giornalisti, opinionisti e politici per la mancanza di attinenza con la campagna elettorale e per la pericolosità del gesto.
Nella notte fra il 6 e il 7 novembre il candidato Ninel Peia fu dato per disperso dopo essersi allontanato dall'hotel di Cluj-Napoca in cui alloggiava e non avervi fatto ritorno. Fu ritrovato la mattina successiva dagli agenti di polizia a circa 200 km di distanza presso il Monastero di Putna dove, come da sue dichiarazioni, si era recato per pregare.
Il 7 novembre il Consiglio nazionale per lo studio degli archivi della Securitate (CNSAS) rilasciò un documento ufficiale che attestava che Viorel Cataramă era stato un informatore della polizia politica del regime comunista, la Securitate. Il leader di Destra Liberale affermò che si trattava di informazioni false e strumentali e che si sarebbe appellato al CNSAS.

## Primo turno e ballottaggio
Già subito dopo la chiusura delle urne, nella sera del 10 novembre fu chiaro il vantaggio di Iohannis sugli altri candidati, con gli exit poll che davano il presidente uscente davanti a Viorica Dăncilă di almeno 15 punti. Nel corso della prima uscita pubblica che seguì la presentazione dei risultati dei sondaggi, affiancato dal primo ministro Orban e dal primo vicepresidente del PNL Rareș Bogdan, il capo di stato dichiarò «Siamo riusciti a sconfiggere il PSD molto più che negli ultimi 30 anni. I romeni non hanno mai votato così tanto e così chiaramente contro il PSD e questo significa un enorme passo avanti per la Romania». Iohannis invitò, quindi, USR, PLUS, PMP e UDMR a sostenerlo in vista del secondo turno del 24 novembre.
Mentre i sondaggi della vigilia preannunciavano un testa a testa tra Dăncilă e Barna per il secondo posto, il voto dimostrò una più netta divisione tra i due candidati, con quello del PSD su percentuali intorno al 22%. Viorica Dăncilă si dichiarò soddisfatta per essere riuscita a qualificarsi per il ballottaggio. Malgrado le speranze di avanzare al ballottaggio contro Iohannis a discapito del candidato del PSD nutrite da Dan Barna, il leader dell'USR riconobbe la sconfitta già a fronte dei primi risultati parziali, che lo davano 6 punti sotto Dăncilă. L'11 novembre, quindi, per voce di Barna e Dacian Cioloș l'Alleanza 2020 USR PLUS annunciò pubblicamente il proprio supporto a Iohannis al secondo turno.
Tra le altre forze, il candidato del PMP Theodor Paleologu affermò che, lungi dal sostenere Dăncilă, in assenza di un confronto pubblico tra Iohannis e il leader del PSD, non avrebbe votato al secondo turno. Aggiunse, inoltre, che non avrebbe fornito indicazioni di voto per il ballottaggio ai propri elettori.
L'11 novembre lo staff di Dăncilă inoltrò a Iohannis un invito ad un dibattito televisivo che, però, fu rifiutato dal capo di stato in carica, che ribadì che si sarebbe concentrato sugli incontri con gli elettori e non su quelli con l'avversario, motivando «Non posso legittimare il comportamento meschino del PSD degli ultimi anni accettando un dibattito con il suo candidato». Nelle due settimane precedenti il ballottaggio i contendenti si lanciarono dure accuse reciproche. Dăncilă biasimò la mancanza di trasparenza dell'avversario, chiamando in causa i contenziosi penali di Iohannis e l'esistenza di presunti debiti con il fisco. Tra gli altri argomenti ne sottolineò lo scarso patriottismo, ne rimproverò l'ipocrisia e l'opportunismo politico, bollandolo come un "nuovo Ceaușescu" per via di discorsi ritenuti estremisti, antidemocratici e antieuropei. Iohannis dichiarò apertamente di essere in guerra contro il PSD per aver governato contro i romeni e aver cercato di soggiogare la giustizia. In assenza di un dibattito faccia a faccia, categoricamente respinto da Iohannis, il 19 novembre i candidati organizzarono due eventi paralleli con giornalisti e opinionisti, rispondendo alle loro domande. L'incontro con Klaus Iohannis fu ospitato dalla Scuola nazionale di studi politici e amministrativi nei locali della Biblioteca centrale universitaria di Bucarest, mentre quello con Dăncilă ebbe luogo al Palazzo del Parlamento.
L'elettorato premiò il messaggio anti PSD di Iohannis, che vinse con una maggioranza schiacciante, con oltre il 65% dei voti già secondo i primi exit poll.

## Sondaggi

### Sondaggi sul primo turno
Di seguito i sondaggi sull'esito del primo turno di elezione con candidati annunciati ufficialmente.
| Data                 | Casa sondaggistica | Campione | Klaus Iohannis PNL | Viorica Dăncilă PSD | Dan Barna USR PLUS | Mircea Diaconu Ind. | Theodor Paleologu PMP | Hunor Kelemen UDMR | Altri |
| -------------------- | ------------------ | -------- | ------------------ | ------------------- | ------------------ | ------------------- | --------------------- | ------------------ | ----- |
| Exit poll            | IRES               | 23.003   | 38.4%              | 21.9%               | 16.1%              | 8.3%                | 5.9%                  | 4.7%               | 4.7%  |
| Exit poll            | CURS-Avangarde     | 22.000   | 39.0%              | 22.1%               | 16.9%              | 7.8%                | 6.1%                  | 4.0%               | 4.1%  |
| Exit poll (Estero)   | Sociopol           | -        | 42%                | 18%                 | 16%                | 10%                 | 5%                    | 3%                 | 6%    |
| 7 novembre 2019      | PSD                | -        | 41%                | 26%                 | 12%                | 7%                  | 6%                    | 2%                 | 6%    |
| 25 Ott-3 Nov 2019    | USR                | 1.225    | 38.9%              | 22.6%               | 19.1%              | 8.2%                | 5.5%                  | 3.6%               | 2.1%  |
| 8-28 ottobre 2019    | IMAS               | 1.010    | 45.7%              | 15.1%               | 12.6%              | 16.7%               | 6.9%                  | 2.9%               | -     |
| 27 ottobre 2019      | PMP                | -        | 40%                | 19%                 | 13%                | 7%                  | 8%                    | 4%                 | 9%    |
| 15-23 ottobre 2019   | USR                | 1.500    | 39.0%              | 23.4%               | 18.5%              | 8.0%                | 3.8%                  | 3.9%               | 3.4%  |
| 11-22 ottobre 2019   | Sociopol           | 1.001    | 42%                | 21%                 | 10%                | 10%                 | -                     | -                  | 17%   |
| 14-21 ottobre 2019   | CURS               | 1.600    | 37%                | 20%                 | 13%                | 11%                 | 6%                    | 4%                 | 9%    |
| 17 ottobre 2019      | PNL                | -        | 40%                | 13%                 | 12%                | 9%                  | 7%                    | -                  | 19%   |
| 6 ottobre 2019       | Sociopol           | -        | 43%                | 21%                 | 15%                | 11%                 | 4%                    | -                  | 6%    |
| 4 ottobre 2019       | PSD                | -        | 40%                | 18%                 | 20%                | 13%                 | 7%                    | -                  | 2%    |
| 9-28 settembre 2019  | IMAS               | 1.010    | 45.3%              | 12.4%               | 14.2%              | 16.6%               | 7.7%                  | 3.8%               | -     |
| 3-24 settembre 2019  | USR                | 1.500    | 40.5%              | 21.4%               | 19.7%              | 7.6%                | 3.5%                  | 3.1%               | 4.2%  |
| 16-20 settembre 2019 | Socio Data         | 1.070    | 40%                | 19%                 | 15%                | 16%                 | 5%                    | 3%                 | 2%    |
| 9-13 settembre 2019  | Socio Data         | 1.070    | 46%                | 17%                 | 11%                | 14%                 | 4%                    | 2%                 | 6%    |
| 2-6 settembre 2019   | Socio Data         | 1.070    | 49%                | 14%                 | 12%                | 14%                 | 6%                    | 3%                 | 2%    |
| 19-31 agosto 2019    | Sociopol           | 1.001    | 45%                | 17%                 | 14%                | 14%                 | 4%                    | 2%                 | 4%    |
| 26-30 agosto 2019    | Verifield          | 1.000    | 43%                | 18%                 | 15%                | 14%                 | 6%                    | 1%                 | 3%    |
| 26-30 agosto 2019    | Socio Data         | 1.070    | 43%                | 16%                 | 15%                | 18%                 | 6%                    | 1%                 | 3%    |

### Sondaggi sul ballottaggio
Di seguito i sondaggi sull'esito del ballottaggio tra Klaus Iohannis e Viorica Dăncilă.
| Data                | Casa sondaggistica | Campione | Iohannis PNL | Dăncilă PSD |
| ------------------- | ------------------ | -------- | ------------ | ----------- |
| Exit poll (h 21:00) | IRES               | 24.671   | 67.1%        | 32.9%       |
| Exit poll (h 20:00) | IRES               | 24.119   | 66.5%        | 33.5%       |
| Exit poll           | CURS-Avangarde     | -        | 64.8%        | 35.2%       |
| Exit poll           | Sociopol           | -        | 67%          | 33%         |

### Sondaggi ipotetici sul primo turno
Di seguito i sondaggi sull'esito del primo turno di elezione con candidati ipotetici o non ancora annunciati ufficialmente nel periodo di riferimento.
| Data                      | Casa sondaggistica | Campione | Iohannis PNL | Barna USR | Ponta PRO | Tăriceanu ALDE | Dăncilă PSD | Kelemen UDMR | Tomac PMP | Dragnea PSD | Cioloș PLUS | Orban PNL | Teodorovici PSD | Kövesi Ind. | Firea PSD | Crețu PRO | Diaconescu PMP |
| ------------------------- | ------------------ | -------- | ------------ | --------- | --------- | -------------- | ----------- | ------------ | --------- | ----------- | ----------- | --------- | --------------- | ----------- | --------- | --------- | -------------- |
| 5-28 agosto 2019          | IMAS               | 1.010    | 44.6%        | 17.3%     | 14.0%     | 12.7%          | 8.4%        | 2.4%         | 0.6%      | -           | -           | -         | -               | -           | -         | -         | -              |
| 19 luglio-5 agosto 2019   | CURS               | 1.600    | 39.0%        | 17.0%     | -         | 18%            | 14.0%       | 4.0%         | -         | -           | -           | -         | -               | -           | -         | -         | -              |
| 15 luglio-2 agosto 2019   | IMAS               | 1.010    | 41.7%        | 9.4%      | 12.9%     | 13.8%          | 7.5%        | 2.8%         | 1.5%      | -           | 10.4%       | -         | -               | -           | -         | -         | -              |
| 28 giugno-8 luglio 2019   | CURS               | 1.067    | 41.0%        | -         | -         | 21%            | -           | 2.0%         | -         | -           | -           | -         | 5.0%            | 11.0%       | -         | 4.0%      | -              |
| 7-26 giugno 2019          | IMAS               | 1.010    | 42.4%        | 5.3%      | 14.1%     | 15.5%          | 6.7%        | 1.8%         | 1.6%      | -           | 12.7%       | -         | -               | -           | -         | -         | -              |
| 2-20 Maggio 2019          | IMAS               | 1.010    | 43.5%        | 1.9%      | 11.6%     | 19.8%          | -           | 1.2%         | 2.1%      | 7%          | 13%         | -         | -               | -           | -         | -         | -              |
| 12 Aprile - 3 Maggio 2019 | INSCOP             | 1.050    | 45.8%        | -         | -         | 18%            | -           | -            | -         | 14.3%       | 9.9%        | -         | -               | -           | -         | -         | -              |
| 12-25 Aprile 2019         | IMAS               | 1.010    | 42.7%        | 2.5%      | 14.5%     | 18.3%          | -           | 1.2%         | 2.2%      | 8.7%        | 10%         | -         | -               | -           | -         | -         | -              |
| 18 Marzo - 3 Aprile 2019  | IMAS               | 1.010    | 44.3%        | 1.7%      | 12.4%     | 16.1%          | -           | 1.1%         | 2.2%      | 8%          | 11.7%       | 2.5%      | -               | -           | -         | -         | -              |
| 12-25 Marzo 2019          | CURS               | 1.067    | 36%          | -         | -         | 23%            | -           | 4%           | 3%        | 15%         | 9%          | -         | -               | -           | -         | 6%        | -              |
| 1-21 Febbraio 2019        | IMAS               | 1.010    | 41.4%        | 1.5%      | 15%       | 18%            | -           | 1.5%         | 1.9%      | 6%          | 11.7%       | 3%        | -               | -           | -         | -         | -              |
| 21 Gen - 6 Feb 2019       | CURS               | 1.067    | 41%          | -         | 4%        | 21%            | -           | -            | -         | 17%         | 9%          | -         | -               | -           | -         | -         | -              |
| 11-30 Gennaio 2019        | IMAS               | 1.011    | 34.4%        | 1.9%      | 13.2%     | 15.4%          | -           | 0.8%         | 1.5%      | 6%          | 10.9%       | 2.3%      | -               | -           | -         | -         | -              |
| 4-20 Dicembre 2018        | IMAS               | 1.010    | 34.9%        | 2.3%      | 12.7%     | 12.9%          | -           | 0.7%         | 1.8%      | 5.3%        | 9.2%        | 3.5%      | -               | -           | -         | -         | -              |
| 24 Nov - 1 Dic 2018       | CURS               | 1.067    | 39%          | 3%        | -         | 25%            | -           | 2%           | -         | 12%         | 11%         | -         | -               | -           | -         | -         | -              |
| 20 Set - 1 Ott 2018       | CURS               | 1.067    | 40%          | -         | -         | 29%            | -           | 2%           | 1%        | 13%         | 10%         | -         | -               | -           | -         | -         | -              |
| 23 Giugno - 1 Luglio 2018 | CURS               | 1.067    | 43%          | -         | -         | 22%            | -           | 3%           | 2%        | 12%         | 10%         | -         | -               | -           | -         | -         | -              |
| 27 Aprile - 8 Maggio 2018 | CURS               | 1.067    | 39%          | -         | -         | 22%            | -           | 3%           | 2%        | 22%         | 4%          | -         | -               | -           | -         | -         | -              |
| Novembre 2017             | CURS               | 1.067    | 37%          | 3%        | -         | -              | -           | 4%           | -         | 13%         | -           | -         | -               | -           | 37%       | -         | 5%             |

### Sondaggi ipotetici sul ballottaggio
Di seguito sondaggi sull'esito del turno di ballottaggio ipotizzando una sfida tra Klaus Iohannis e uno degli altri leader politici più quotati.
| Data                      | Casa sondaggistica | Campione | Iohannis PNL | Dăncilă PSD | Barna USR PLUS | Diaconu Ind. | Dragnea PSD | Tăriceanu ALDE | Cioloș PLUS | Firea PSD | Indecisi |
| ------------------------- | ------------------ | -------- | ------------ | ----------- | -------------- | ------------ | ----------- | -------------- | ----------- | --------- | -------- |
| 27 Agosto - 2 Set 2019    | CURS               | 1.067    | 65%          | 35%         | -              | -            | -           | -              | -           | -         | -        |
| 27 Agosto - 2 Set 2019    | CURS               | 1.067    | 63%          | -           | 37%            | -            | -           | -              | -           | -         | -        |
| 27 Agosto - 2 Set 2019    | CURS               | 1.067    | 62%          | -           | -              | 38%          | -           | -              | -           | -         | -        |
| 12 Aprile – 3 Maggio 2019 | INSCOP             | 1.050    | 41.6%        | -           | -              | -            | 18%         | -              | -           | -         | 21.8%    |
| 12 Aprile – 3 Maggio 2019 | INSCOP             | 1.050    | 38.1%        | -           | -              | -            | -           | 26%            | -           | -         | 19.6%    |
| 12 Aprile – 3 Maggio 2019 | INSCOP             | 1.050    | 33.7%        | -           | -              | -            | -           | -              | 14.6%       | -         | 29.8%    |
| 12 Aprile – 3 Maggio 2019 | INSCOP             | 1.050    | 37.4%        | -           | -              | -            | -           | -              | -           | 21%       | 22.5%    |
| 3–12 Maggio 2017          | Avangarde          | 800      | 40%          | -           | -              | -            | -           | -              | -           | 44%       | 6%       |

## Affluenza

### I turno
Il corpo elettorale era di 18 217 156 elettori, cui si aggiungevano 715 752 cittadini con diritto di voto che vivevano all'estero.
L'affluenza in Romania si attestò al 47,66%, con un calo di circa 5,5 punti rispetto al I° turno delle elezioni presidenziali del 2014, quando fu del 53,18%, e di 1,5 punti rispetto alle ultime elezioni europee del 2019, quando fu del 49,02%. Fu la più bassa affluenza al I° turno dall'introduzione delle elezioni presidenziali nel 1990.
Per quanto riguarda il voto nelle sezioni estere, al contrario, fu registrata la più alta affluenza della storia, con oltre 675.000 votanti. Nelle 838 sezioni di voto ubicate all'estero votarono 650 159 elettori, oltre a 25 189 votanti per corrispondenza.
| Area                                    | Iscritti alle liste permanenti          | Affluenza | Affluenza | Affluenza | Affluenza | Affluenza | Affluenza | Affluenza    | Affluenza   |
| Area                                    | Iscritti alle liste permanenti          | 8 nov     | 9 nov     | 10 nov    | 10 nov    | 10 nov    | 10 nov    | Var. da 2014 | Tot votanti |
| Area                                    | Iscritti alle liste permanenti          | 8 nov     | 9 nov     | h 12:00   | h 15:00   | h 18:00   | h 21:00   | Var. da 2014 | Tot votanti |
| --------------------------------------- | --------------------------------------- | --------- | --------- | --------- | --------- | --------- | --------- | ------------ | ----------- |
| Romania                                 | 18 217 156                              | -         | -         | 15,82%    | 29,21%    | 42,19%    | 47,66%    | 5,52%        | 8 683 688   |
| Estero (votanti su liste supplementari) | Estero (votanti su liste supplementari) | 77 133    | 270 447   | 338 400   | 453 542   | 559 921   | 634 356   | -            | 650 159     |
| Estero (votanti per corrispondenza)     | Estero (votanti per corrispondenza)     | -         | -         | -         | -         | -         | -         | -            | 25 189      |
| Fonte: Biroul Electoral Central         |                                         |           |           |           |           |           |           |              |             |

### II turno
Il corpo elettorale era di 18 217 411 elettori, cui si aggiungevano 715 064 cittadini con diritto di voto che vivevano all'estero.
L'affluenza in Romania si attestò al 49,87%, con un calo di circa 14 punti rispetto al II° turno delle elezioni presidenziali del 2014, quando fu del 64,11%, e un aumento di circa 2 punti rispetto al I° turno del 10 novembre. Fu la più bassa affluenza della storia per un ballottaggio delle elezioni presidenziali.
Nelle 835 sezioni di voto ubicate all'estero votarono 926 574 elettori, oltre a 17 503 votanti per corrispondenza, battendo il record di presenza registrato al I° turno. Alle 15:30 della giornata di domenica il numero degli elettori all'estero era già di oltre 677 000, superiore a quello del totale del I° turno.
| Area                                    | Iscritti alle liste permanenti          | Affluenza | Affluenza | Affluenza | Affluenza | Affluenza | Affluenza | Affluenza    | Affluenza   |
| Area                                    | Iscritti alle liste permanenti          | 22 nov    | 23 nov    | 24 nov    | 24 nov    | 24 nov    | 24 nov    | Var. da 2014 | Tot votanti |
| Area                                    | Iscritti alle liste permanenti          | 22 nov    | 23 nov    | h 12:00   | h 15:00   | h 18:00   | h 21:00   | Var. da 2014 | Tot votanti |
| --------------------------------------- | --------------------------------------- | --------- | --------- | --------- | --------- | --------- | --------- | ------------ | ----------- |
| Romania                                 | 18 217 411                              | -         | -         | 16,60%    | 31,39%    | 44,31%    | 49,87%    | 14,24%       | 9 086 696   |
| Estero (votanti su liste supplementari) | Estero (votanti su liste supplementari) | 94 077    | 362 436   | 446 176   | 630 234   | 797 103   | 908 612   | -            | 926 574     |
| Estero (votanti per corrispondenza)     | Estero (votanti per corrispondenza)     | -         | -         | -         | -         | -         | -         | -            | 17 503      |
| Fonte: Biroul Electoral Central         |                                         |           |           |           |           |           |           |              |             |

## Risultati
| Klaus Iohannis      | Partito Nazionale Liberale              | 3 485 292  | 37,82 | 6 509 135  | 66,09 |  |  |  |
| Viorica Dăncilă     | Partito Social Democratico              | 2 051 725  | 22,26 | 3 339 922  | 33,91 |  |  |  |
| Dan Barna           | Alleanza 2020 USR PLUS (USR - PLUS)     | 1 384 450  | 15,02 |            |       |  |  |  |
| Mircea Diaconu      | Alleanza "Un Uomo" (ALDE - PRO Romania) | 815 201    | 8,85  |            |       |  |  |  |
| Theodor Paleologu   | Partito del Movimento Popolare          | 527 098    | 5,72  |            |       |  |  |  |
| Hunor Kelemen       | Unione Democratica Magiara di Romania   | 357 014    | 3,87  |            |       |  |  |  |
| Ramona Bruynseels   | Partito del Potere Umanista             | 244 275    | 2,65  |            |       |  |  |  |
| Alexandru Cumpănașu | Indipendente                            | 141 316    | 1,53  |            |       |  |  |  |
| Viorel Cataramă     | Destra Liberale                         | 48 662     | 0,53  |            |       |  |  |  |
| Bogdan Stanoevici   | Indipendente                            | 39 192     | 0,43  |            |       |  |  |  |
| Cătălin Ivan        | Alternativa per la Dignità Nazionale    | 32 787     | 0,36  |            |       |  |  |  |
| Ninel Peia          | Partito Popolo Rumeno                   | 30 884     | 0,34  |            |       |  |  |  |
| Sebastian Popescu   | Partito Nuova Romania                   | 30 850     | 0,33  |            |       |  |  |  |
| John Banu           | Partito Nazione Romena                  | 27 769     | 0,30  |            |       |  |  |  |
| Totale              | Totale                                  | 9 216 515  | 100   | 9 849 057  | 100   |  |  |  |
|                     |                                         |            |       |            |       |  |  |  |
| Voti non validi     | Voti non validi                         | 143 158    | 1,53  | 182 705    | 1,82  |  |  |  |
| Votanti             | Votanti                                 | 9 359 673  | 51,18 | 10 031 762 | 54,86 |  |  |  |
| Elettori            | Elettori                                | 18 286 865 |       | 18 287 119 |       |  |  |  |

### Risultati per distretto
| Distretto                                    | Affluenza | I turno (%) | I turno (%) | I turno (%) | I turno (%) | I turno (%) | I turno (%) | I turno (%) |
| Distretto                                    | Affluenza | Iohannis    | Dăncilă     | Barna       | Diaconu     | Paleologu   | Kelemen     | Altri       |
| -------------------------------------------- | --------- | ----------- | ----------- | ----------- | ----------- | ----------- | ----------- | ----------- |
| Alba                                         | 51,69%    | 51,76       | 17,33       | 11,40       | 6,23        | 5,32        | 2,25        | 5,73        |
| Arad                                         | 45,11%    | 43,30       | 17,29       | 13,97       | 8,19        | 6,74        | 4,18        | 6,33        |
| Argeș                                        | 50,94%    | 30,19       | 30,88       | 12,31       | 14,03       | 5,12        | 0,26        | 7,22        |
| Bacău                                        | 41,78%    | 36,98       | 25,68       | 13,07       | 9,96        | 5,26        | 0,72        | 8,34        |
| Bihor                                        | 48,40%    | 36,03       | 18,59       | 11,39       | 7,89        | 5,63        | 15,39       | 5,08        |
| Bistrița-Năsăud                              | 46,25%    | 48,76       | 20,05       | 10,22       | 5,97        | 6,15        | 3,13        | 5,71        |
| Botoșani                                     | 41,67%    | 31,08       | 34,16       | 8,79        | 12,46       | 4,61        | 0,48        | 8,42        |
| Brașov                                       | 53,75%    | 41,92       | 15,21       | 18,05       | 9,68        | 5,38        | 3,31        | 6,43        |
| Brăila                                       | 45,35%    | 33,24       | 31,12       | 9,58        | 12,15       | 4,66        | 0,36        | 8,90        |
| Bucarest                                     | 51,41%    | 31,77       | 17,90       | 24,83       | 11,30       | 8,07        | 0,21        | 5,92        |
| Buzău                                        | 47,95%    | 29,69       | 34,56       | 9,78        | 13,42       | 4,27        | 0,31        | 7,98        |
| Caraș-Severin                                | 43,02%    | 38,48       | 30,86       | 8,70        | 9,10        | 5,66        | 0,57        | 6,63        |
| Călărași                                     | 44,52%    | 37,62       | 31,84       | 9,16        | 9,32        | 3,69        | 0,34        | 8,03        |
| Cluj                                         | 59,20%    | 42,09       | 10,43       | 20,18       | 5,94        | 8,71        | 7,80        | 4,86        |
| Costanza                                     | 50,88%    | 40,15       | 20,24       | 15,77       | 9,73        | 6,43        | 0,26        | 7,41        |
| Covasna                                      | 37,02%    | 16,66       | 6,91        | 5,95        | 3,91        | 2,04        | 61,39       | 3,14        |
| Dâmbovița                                    | 49,83%    | 35,77       | 32,49       | 9,64        | 10,18       | 4,74        | 0,26        | 6,92        |
| Dolj                                         | 47,95%    | 31,96       | 36,87       | 11,40       | 9,76        | 3,79        | 0,28        | 5,94        |
| Galați                                       | 44,06%    | 34,44       | 27,17       | 13,31       | 11,38       | 5,73        | 0,37        | 7,60        |
| Giurgiu                                      | 52,01%    | 30,50       | 42,85       | 7,65        | 9,89        | 3,06        | 0,29        | 5,76        |
| Gorj                                         | 46,44%    | 30,06       | 37,54       | 9,83        | 9,48        | 5,22        | 0,48        | 7,40        |
| Harghita                                     | 42,32%    | 9,45        | 4,10        | 3,75        | 1,83        | 1,19        | 77,73       | 1,95        |
| Hunedoara                                    | 48,22%    | 34,40       | 29,73       | 11,06       | 9,81        | 5,08        | 1,82        | 8,10        |
| Ialomița                                     | 41,76%    | 32,13       | 32,71       | 11,11       | 11,73       | 4,22        | 0,44        | 7,66        |
| Iași                                         | 43,21%    | 36,30       | 21,35       | 17,87       | 9,53        | 7,85        | 0,28        | 6,82        |
| Ilfov                                        | 63,12%    | 39,27       | 18,57       | 19,46       | 9,55        | 6,32        | 0,21        | 6,62        |
| Maramureș                                    | 40,68%    | 40,19       | 20,71       | 13,91       | 7,37        | 7,94        | 3,68        | 6,21        |
| Mehedinți                                    | 47,53%    | 34,84       | 39,79       | 6,68        | 9,76        | 3,39        | 0,40        | 5,14        |
| Mureș                                        | 45,26%    | 34,81       | 13,46       | 11,10       | 5,98        | 3,69        | 26,29       | 4,67        |
| Neamț                                        | 42,83%    | 36,46       | 26,09       | 12,13       | 11,12       | 5,87        | 0,41        | 7,91        |
| Olt                                          | 51,00%    | 29,72       | 42,99       | 7,36        | 8,05        | 3,12        | 0,28        | 8,48        |
| Prahova                                      | 50,49%    | 38,71       | 22,97       | 14,08       | 10,07       | 6,03        | 0,29        | 7,85        |
| Satu Mare                                    | 37,68%    | 35,86       | 15,45       | 9,07        | 6,14        | 3,16        | 26,22       | 4,10        |
| Sălaj                                        | 48,32%    | 33,97       | 17,74       | 15,44       | 5,68        | 4,53        | 17,82       | 4,82        |
| Sibiu                                        | 53,76%    | 66,76       | 9,71        | 11,05       | 4,93        | 3,39        | 0,78        | 3,38        |
| Suceava                                      | 43,01%    | 39,33       | 24,93       | 10,74       | 10,00       | 7,04        | 0,36        | 7,60        |
| Teleorman                                    | 50,29%    | 30,09       | 47,27       | 6,56        | 6,72        | 3,78        | 0,28        | 5,30        |
| Timiș                                        | 50,85%    | 43,82       | 13,94       | 20,96       | 7,41        | 6,53        | 1,46        | 5,89        |
| Tulcea                                       | 43,91%    | 39,27       | 23,40       | 12,61       | 9,97        | 5,75        | 0,46        | 8,53        |
| Vaslui                                       | 35,47%    | 33,15       | 32,24       | 12,15       | 9,16        | 5,33        | 0,57        | 7,39        |
| Vâlcea                                       | 48,82%    | 36,63       | 32,57       | 10,06       | 9,69        | 4,27        | 0,40        | 6,39        |
| Vrancea                                      | 45,98%    | 40,74       | 28,17       | 10,07       | 9,10        | 4,79        | 0,32        | 6,81        |
| Estero                                       | -         | 52,57       | 2,68        | 28,10       | 3,61        | 6,42        | 0,51        | 6,11        |
| Fonte: Biroul Electoral Central BEC - Estero |           |             |             |             |             |             |             |             |

| Distretto                                    | Affluenza | II turno (%) | II turno (%) |
| Distretto                                    | Affluenza | Iohannis     | Dăncilă      |
| -------------------------------------------- | --------- | ------------ | ------------ |
| Alba                                         | 54,89%    | 73,43        | 26,57        |
| Arad                                         | 49,01%    | 69,66        | 30,34        |
| Argeș                                        | 54,22%    | 52,19        | 47,81        |
| Bacău                                        | 43,13%    | 62,02        | 37,98        |
| Bihor                                        | 49,35%    | 66,11        | 33,89        |
| Bistrița-Năsăud                              | 50,40%    | 71,90        | 28,10        |
| Botoșani                                     | 43,87%    | 50,22        | 49,78        |
| Brașov                                       | 56,63%    | 73,55        | 26,45        |
| Brăila                                       | 47,27%    | 54,04        | 45,96        |
| Bucarest                                     | 54,39%    | 67,52        | 32,48        |
| Buzău                                        | 49,56%    | 50,34        | 49,66        |
| Caraș-Severin                                | 46,12%    | 56,52        | 43,48        |
| Călărași                                     | 48,07%    | 53,91        | 46,09        |
| Cluj                                         | 62,06%    | 81,18        | 18,82        |
| Costanza                                     | 53,20%    | 68,47        | 31,53        |
| Covasna                                      | 25,86%    | 72,93        | 27,07        |
| Dâmbovița                                    | 53,00%    | 53,64        | 46,36        |
| Dolj                                         | 51,45%    | 51,75        | 48,25        |
| Galați                                       | 45,37%    | 60,18        | 39,82        |
| Giurgiu                                      | 55,90%    | 45,18        | 54,82        |
| Gorj                                         | 51,17%    | 48,10        | 51,90        |
| Harghita                                     | 22,86%    | 70,37        | 29,63        |
| Hunedoara                                    | 50,93%    | 54,79        | 45,21        |
| Ialomița                                     | 45,04%    | 52,21        | 47,79        |
| Iași                                         | 45,34%    | 66,21        | 33,79        |
| Ilfov                                        | 68,58%    | 68,23        | 31,77        |
| Maramureș                                    | 45,42%    | 68,12        | 31,88        |
| Mehedinți                                    | 52,13%    | 48,03        | 51,97        |
| Mureș                                        | 43,88%    | 73,60        | 26,40        |
| Neamț                                        | 44,50%    | 58,72        | 41,28        |
| Olt                                          | 54,00%    | 45,06        | 54,94        |
| Prahova                                      | 53,23%    | 64,39        | 35,61        |
| Satu Mare                                    | 37,83%    | 72,56        | 27,44        |
| Sălaj                                        | 48,36%    | 69,15        | 30,85        |
| Sibiu                                        | 58,13%    | 85,28        | 14,72        |
| Suceava                                      | 44,93%    | 61,35        | 38,65        |
| Teleorman                                    | 53,06%    | 40,81        | 59,19        |
| Timiș                                        | 55,11%    | 76,32        | 23,68        |
| Tulcea                                       | 46,10%    | 64,65        | 35,35        |
| Vaslui                                       | 37,53%    | 54,14        | 45,86        |
| Vâlcea                                       | 52,76%    | 53,58        | 46,42        |
| Vrancea                                      | 47,42%    | 59,28        | 40,72        |
| Estero                                       | -         | 94,00        | 6,00         |
| Fonte: Biroul Electoral Central BEC - Estero |           |              |              |

## Conseguenze del voto
Iohannis ringraziò gli elettori in un discorso che tenne subito dopo la chiusura delle urne presso la sede del PNL. Questi dichiarò:
(Klaus Iohannis, 24 novembre 2019)
Il presidente eletto ribadì l'importanza della vittoria sul PSD per la democratizzazione del paese, esortando i cittadini a ripetersi sia alle elezioni locali dell'estate del 2020 che a quelle parlamentari dell'autunno dello stesso anno, in modo da costituire una maggioranza in grado di spingere la Romania verso la modernizzazione e l'europeismo, cancellando il PSD dalla scena politica. Secondo diversi analisti, infatti, l'elettorato aveva premiato Iohannis per un secondo mandato presidenziale perché avrebbe potuto garantire l'adesione ai valori europei e filo-occidentali e condurre una seria battaglia contro la corruzione e per la difesa dello stato di diritto. Gli elettori avevano preferito in massa Iohannis perché stanchi di anni di caos politico, scandali di corruzione e manovre populiste promosse dai governi PSD. Nelle circoscrizioni estere, che registrarono il record assoluto di presenza con oltre 900.000 votanti, in particolare, Iohannis ottenne il 94% delle preferenze.
Viorica Dăncilă, di contro, sottolineò gli aspetti positivi del voto, evidenziando di aver ricevuto lo stesso numero di preferenze, circa 3 milioni, ottenuto dal PSD alle elezioni parlamentari del 2016 e che si trattava di un trend positivo rispetto alle ultime elezioni europee. Aldilà dei proclami del leader socialdemocratico, quello del 24 novembre fu il peggior risultato mai ottenuto dal PSD e dal centro-sinistra rumeno ad un ballottaggio presidenziale, circa 12 punti sotto il precedente record negativo di Victor Ponta, che nel 2014 aveva ottenuto il 45%. Il malcontento fu esternato già nella sera del 24 novembre da alcuni leader del partito, tra i quali Marcel Ciolacu, Niculae Bădălău, Gabriela Firea e Paul Stănescu, che chiedevano azioni immediate per la ripresa del PSD. Il comitato esecutivo del partito convocato il 27 novembre, infatti, stabilì l'azzeramento dei propri quadri dirigenziali, con lo scioglimento dell'Ufficio permanente nazionale fino ad un nuovo congresso da celebrarsi nel febbraio 2020. Marcel Ciolacu assunse la presidenza ad interim, al posto di Viorica Dăncilă.